# Зиновьев, Василий Андреевич
Васи́лий Андре́евич Зино́вьев (1887, Кулебаки — 1938, Саратов) — металлург, революционер, первый советский директор Кулебакского металлургического завода.

## Биография
Родился в 1887 году в селе Кулебаки Ардатовского уезда Нижегородской губернии. Брат Ивана Андреевича Зиновьева. Работал в бандажнопрокатном цехе Кулебакского металлургического завода. Вступил в Российскую социал-демократическую рабочую партию ещё до Октябрьской революции 1917 года. После революцию принимал участие в  национализации завода, был членом коллегии заводоуправления. В 1920 году был назначен первым «красным директором» кулебакского завода. Получил благодарность от руководителя государства Владимира Ильича Ленина за выпуск стального листа для первых советских танков, выпускавшихся на Сормовском заводе в Нижнем Новгороде. В 1924 году был направлен на учёбу в Москву. После окончания учёбы руководил промышленными предприятиями в Саратове и других городах. В 1938 году занимал должность начальника Саратовского паровозоремонтного завода НКПС. Во время Большого террора подвергся  репрессиям — был арестован 10 июля 1938, 29 октября того же года осуждён за якобы антисоветскую террористическую деятельность и расстрелян. Реабилитирован 3 октября 1957 года. 